# Ryszard de Jaxa Małachowski

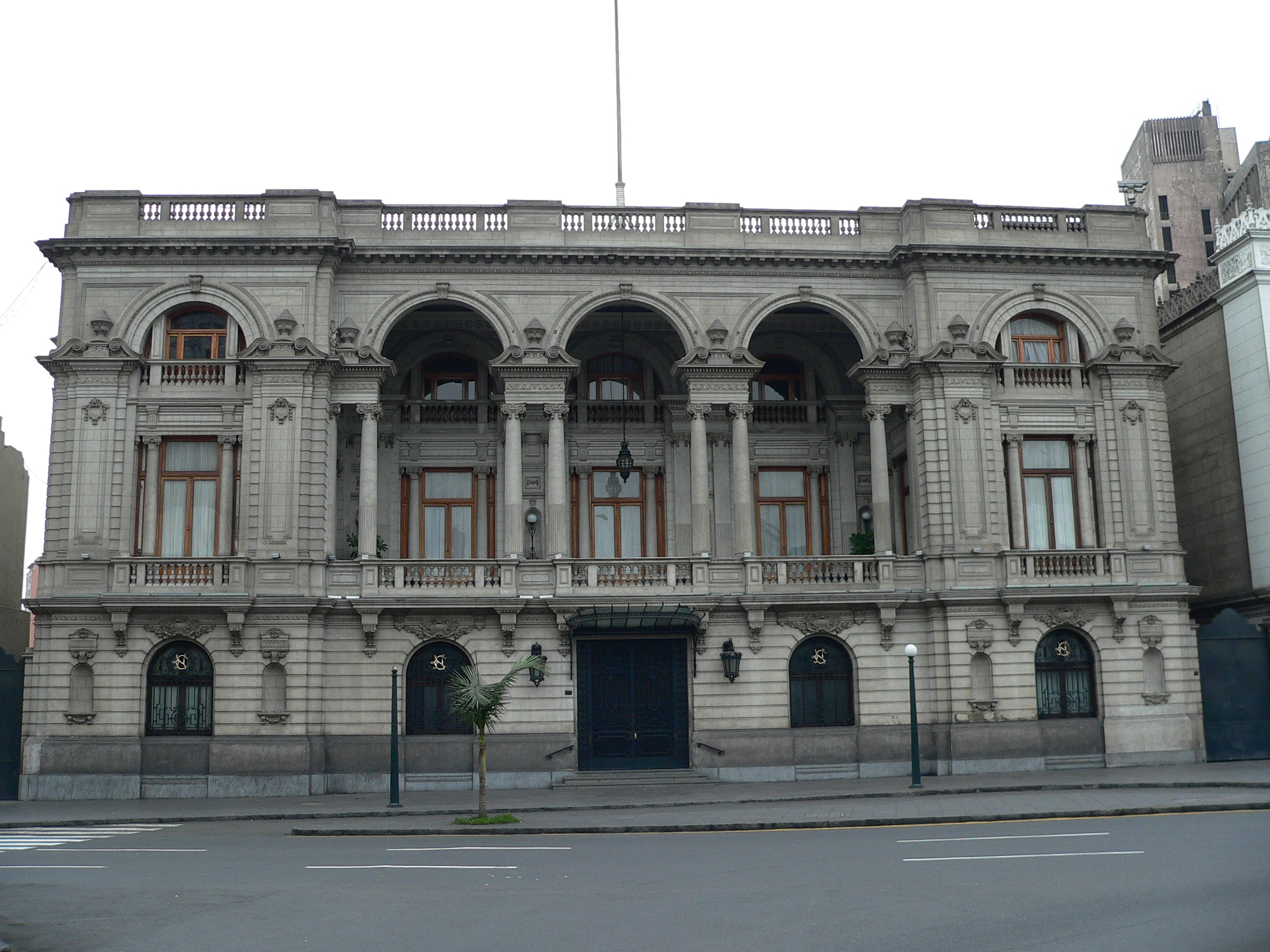
Fasada Klubu Narodowego w Limie

Ryszard (hiszp. Ricardo)  Jaxa Małachowski (ur. 14 maja 1887 pod Odessą, zm. 6 września 1972 w Limie) – polski architekt, czynny w Peru, jeden z głównych architektów Limy (stolicy Peru). 

## Życiorys
Pochodził z rodziny Małachowskich herbu Gryf, z gałęzi osiadłej w XIX w. w guberni chersońskiej. Absolwent paryskiej Szkoły Sztuk Pięknych. Tuż po studiach w 1911 przyjechał do Limy, by objąć kierownictwo nowo tworzonego wydziału architektury na Wyższej Szkole Inżynieryjno-Górniczej (Escuela Especial de Ingenieros de Construcciones Civiles y de Minas del Perú, obecnie Universidad Nacional de Ingeniería). Wydziałem tym kierował przez trzydzieści trzy lata. Trzy lata po przybyciu poślubił Peruwiankę, Maríę Benavides Diez Canseco.
W Limie był twórcą przebudowy Starego Miasta, przebudowy katedry i  Pałacu Prezydenta (1938), wybudował też tam szereg reprezentacyjnych budowli, m.in.: Pałac Arcybiskupi (1924), Pałac Rady Miejskiej (1944), budynek Club Nacional, budynek Banco Italiano (dzisiaj Banco de Crédito) i Edificio Rimac (w latach 1919–1924). Był twórcą projektu jednej z ważniejszych ulic Limy: Paseo de la República,  a także osiedli Santa María del Mar, Urbanización La Cantuta i Santa María de Chosica.